# Campo Arañuelo
Campo Arañuelo – comarca w Hiszpanii, w Estremadurze. Okręg znajduje się w  prowincji Cáceres, mieszka w nim 37 644 obywateli. Stolicą comarki jest Navalmoral de la Mata. Powierzchnia wynosi 1491 km².

## Gminy
Comarca dzieli się na 22 gminy i 12 podmiotów w ramach gmin:
- Almaraz
- Belvís de Monroy
  - Casas de Belvís
- Berrocalejo
- Bohonal de Ibor
- Casas de Miravete
- Casatejada
  - Baldío
- El Gordo
- Higuera de Albalat
- Majadas
- Mesas de Ibor
- Millanes
- Navalmoral de la Mata
- Peraleda de la Mata
- Romangordo
- Rosalejo
- Saucedilla
- Serrejón
- Talayuela
  - La Barquilla
  - Barquilla de Pinares
  - El Centenillo
  - Palancoso
  - Pueblonuevo de Miramontes
  - Santa María de las Lomas
- Tiétar
- Toril
  - La Herguijuela
  - Maulique
  - Mirabel
- Valdecañas de Tajo
  - Valdemoreno
- Valdehúncar